# Encelad (mjesec)
Enkelad ili Encelad (Enceladus), prirodni je Saturnov satelit koga je 1789. otkrio astronom William Herschel. Ime je vjerojatno dobio po gigantu Enkeladu iz starogrčke mitologije. Ovaj satelit ima i drugo ime, Saturn II. Unutarnji pravilni satelit s promjerom od 498,9 km i ophodnim periodom od 1 dana, 8 sati, 53 minute i 7 sekundi. Ima masu od 8.6·1019 kg.

## Osnovni podaci
Prosječna gustoća Enkelada je 1,3 g/cm3. Raznim mjerenjima iz svemirske letljelice Cassini-Huygens utvrđeno je da je Enkelad načinjen većinom od leda, vode i možda male količine kamena i metala. Enkelad je jedno on najbjeljih tijela Sunčeva sustava jer njegova površina odbija gotovo 100% Sunčeve svjetlosti. Prosječna temperatura na Enkeladu iznosi -201 °C, dok u blizini aktivnog južnog pola pak iznosi toplijih -93 °C. Ima četiri tigrove pruge boje metvice. Od svih istaknutih pruga najveća i najistaknutija je Damascus Sulcus, s grebenima visokim i do 250 metara.

### Zanimljivo područje
Na Enkeladu se nalazi zanimljivo područje koje je primjećeno 2005. Područje je specifično po tome što tamni djelovi izgledaju poput pjega na dalmatineru. Veličina tih pjega varira od par desetaka do više stotina metara. Vjeruje se kako se radi o tamnim izbočinama ledenog tla, nastalima pomicanjem leda u dubinu, a uz pjege tu su i procjepi.